# Root (Zwitserland)
Root is een gemeente en plaats in het Zwitserse kanton Luzern en maakte deel uit van het district Luzern tot op 1 januari 2008 de districten van Luzern werden afgeschaft.

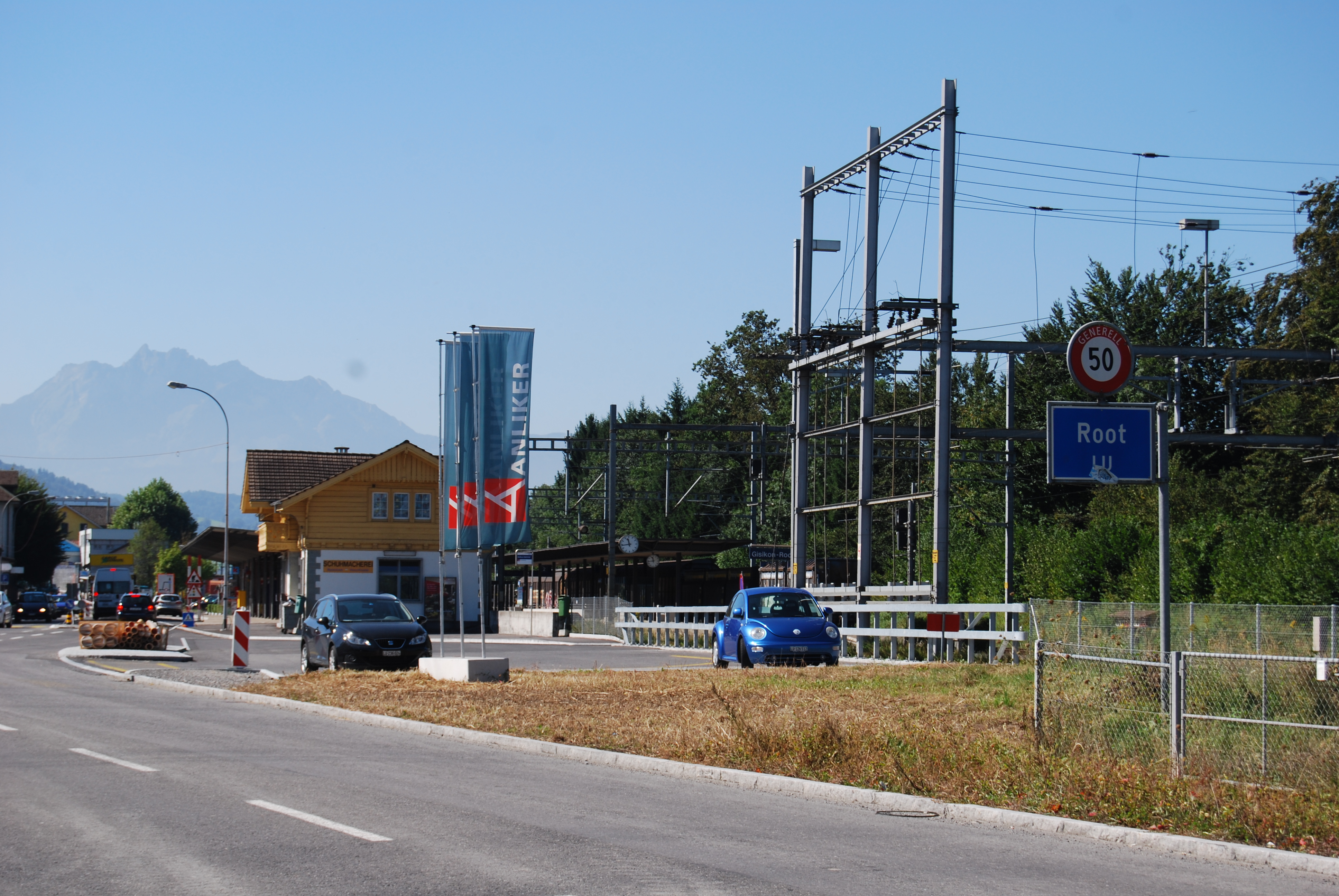
Root

Root telt 3827 inwoners.